# Reed Harris
Reed Harris (5 de novembro de 1909 – 15 de outubro de 1982) foi um escritor, editor e funcionário do governo americano que atuou como vice-diretor da Agência de Informações dos Estados Unidos .

## Biografia
Harris nasceu em 5 de novembro de 1909, na cidade de Nova York. Ele frequentou a Staunton Military Academy</ref> e em 1932 se formou no Columbia College, onde editou o jornal da escola, o Columbia Spectator . Seus colegas de faculdade o votaram "com maior probabilidade de sucesso". Ele era um membro da Liga Estudantil para a Democracia Industrial .
No outono de 1931, ele caracterizou o programa de futebol americano universitário como uma "raquete semiprofissional". Ele publicou artigos inflamatórios nos quais expôs os Nacoms e criticou a administração da universidade. Ele foi expulso em abril de 1932, mas após protestos estudantis, ele foi readmitido vinte dias depois. No outono de 1932, ele publicou King Football: The Vulgarization of the American College (1932), uma exposição do comercialismo no futebol universitário e um ataque ao ensino superior que acusava as escolas dos Estados Unidos de produzirem "soldados de chumbo regimentados da mediocridade". "Para formar times de futebol vencedores", escreveu ele, "ex-alunos, professores e curadores mentirão, trapacearão e roubarão, extraoficialmente." Ele chamou os jogadores de "canecas privilegiados", disse que o corpo docente tinha uma "porcentagem de idiotas absolutos", atacou o presidente da Columbia , Nicholas Murray Butler, e elogiou os editores de jornais universitários e a Rússia soviética. O livro incluía uma defesa da liberdade acadêmica que incluía o direito dos comunistas de ensinar.
Harris trabalhou como jornalista freelance na cidade de Nova York até 1934, quando ingressou na Works Progress Administration, onde ajudou a editar a Project, uma revista que divulgava o trabalho da Federal Emergency Relief Administration, e mais tarde tornou-se diretor assistente do Projeto dos Escritores Federais . Ele renunciou a partir de 1º de julho de 1938, insatisfeito com a liderança do FWP por não controlar seus funcionários de esquerda mais militantes.
Harris editou livros de viagens por um curto período na Robbins Travel House. Em 1939, tornou-se funcionário administrativo do Conselho Nacional de Emergência, órgão encarregado da coordenação interagências. Ele foi chefe de planejamento do Office of War Information (OWI) de 1942 a 1944, depois ingressou na Força Aérea e voltou ao OWI em 1945, quando passou a fazer parte do Departamento de Estado. Em 1950, tornou-se vice-diretor da International Information Administration (IIA), a agência controladora da Voice of America .
Durante três dias em fevereiro e março de 1953, ele testemunhou perante o Subcomitê Permanente de Investigações do senador Joseph McCarthy . McCarthy citou King Football e Harris negou que representasse suas opiniões atuais. Harris negou ter acreditado no comunismo, exceto no sentido de coletivismo em "conventos e mosteiros". De acordo com a Time, "Harris mostrou a tendência de um burocrata de se envolver em longas discussões com seus perseguidores". Ele acusou McCarthy de usar testemunho unilateral para acusar o IIA de apoiar o comunismo e disse que os esforços de McCarthy estavam prejudicando os esforços de propaganda anticomunista. A certa altura, ele disse a McCarthy: "É meu pescoço, meu pescoço público, você está tentando torcer com muita habilidade."
Dois funcionários do IIA testemunharam que impediram funcionários do Departamento de Estado de suspender as transmissões em hebraico para Israel em 1952 e 1953, quando era importante atacar o anti-semitismo soviético. Harris explicou isso como uma decisão orçamentária baseada na ineficácia do serviço e que a decisão foi suspensa apenas para permitir que um novo governo tomasse a decisão após assumir o cargo em 1953. Outros acusaram que vários funcionários do IIA receberam cargos importantes apesar de terem falhado nos testes de segurança, incluindo Theodore Kaghan, Ed Schechter e Charles Lewis.
Parte do testemunho de Harris foi televisionado, mas a rede da American Broadcasting Company (ABC) exibiu apenas parte de sua refutação a McCarthy, mesmo depois que Harris reclamou de cobertura injusta. Em vez disso, a ABC mostrou "um programa de distribuição patrocinado comercialmente" projetado "para divertir as donas de casa", de acordo com um redator do New York Times, que escreveu: "O episódio mostrou mais claramente do que qualquer outra coisa como o senador McCarthy e a televisão estão colocando considerações do show business acima dos cânones mínimos de jogo limpo e comportamento jornalístico responsável. . . . A tirania do tempo é sempre um problema na radiodifusão. Mas essa tirania não deve ser estendida a uma investigação mortalmente séria, onde a reputação dos homens está em jogo e a política nacional está em jogo."
Harris renunciou em 14 de abril de 1953, a partir de 24 de abril, dizendo que planejava voltar aos negócios privados há muito tempo e atrasou enquanto preparava uma declaração de suas realizações e documentação de sua lealdade por meio de quinze cartas de depoimento, que ele enviado ao Sen. Subcomitê de McCarthy. Em resposta, McCarthy disse que "renúncia" era a palavra errada para descrevê-la, que foi "a melhor coisa que aconteceu lá em muito tempo" e acrescentou: "Só espero que muitos amigos íntimos do Sr. Harris vai segui-lo." O chefe do IIA, Robert L. Johnson, lamentou a saída de Harris e escreveu a ele: "Se eu fosse você, seria um homem muito orgulhoso hoje. Tantos de nós somos neófitos a serviço de nosso país enquanto você está completando dezessete anos de devoção às responsabilidades do governo."
Por vários anos, Harris chefiou uma empresa com sede em Washington chamada Publications Services Inc. Em 1962, Edward R. Murrow, diretor da Agência de Informações dos Estados Unidos, sucessor do IIA agora independente do Departamento de Estado, o nomeou vice-diretor.

## Vida pessoal
Harris se casou com a ex-Martha Tellier de Cambridge, NY Eles tiveram três filhos.
Harris morreu em 15 de outubro de 1982, no Hospital Holy Cross em Silver Spring, Maryland. Ele tinha uma doença cardíaca e doença de Alzheimer.